# Wasserburg Mulda
Die Wasserburg Mulda ist eine abgegangene Wasserburg in dem wüstgefallenen Dorf Gruene. Beide liegen in der Gemarkung Mulda/Sa. im Erzgebirge im Landkreis Mittelsachsen.

## Lage und Beschreibung
Die Burg liegt 2,5 km südöstlich der Kirche von Mulda im heutigen Staatsforstrevier Frauenstein (Forstabteilung 91) in einem leicht nach Nordosten geneigten Gelände oberhalb des westlichen Steilhanges der Freiberger Mulde.
Die Anlage ist rund und hat einen Gesamtdurchmesser von 35 m. Das Kernwerk von 22 m Durchmesser ist im Süden und Osten von einem Graben und im Norden und Westen von einem doppelten Graben mit einem Wall dazwischen umgeben. Die Gesamtbreite der Befestigung beträgt 4–5 m. Auf dem Plateau des Kernwerkes lässt die Massierung von Bruchsteinen ehemaliges Mauerwerk vermuten. Vermutlich handelte es sich um einen viereckigen (quadratischen?) Turm und ein an dessen Nordseite angebautes rechteckiges Gebäude.

## Entdeckungsgeschichte
Bei der Denkmalinventarisation im Landesamt für Archäologie Sachsen wurde 1997 von Manfred Ruttkowski die Wasserburg auf dem Blatt 276 der sogenannten Freiberger Kopie des Meilenblattes aus der Zeit um 1830 anhand des Flurnamens "Altes Schloß" erkannt und anschließend von ihm und dem damals zuständigen Gebietsreferenten im Landesamt Volkmar Geupel auch im Gelände lokalisiert. 

## Geschichte der Burg
Die Burg ist aus den schriftlichen Quellen nicht bekannt. Es gibt lediglich eine schriftliche Erwähnung der Wüstung im Lehnbuch Friedrich des Strengen 1349/50, die zugehörige Wasserburg wird dabei nicht erwähnt.
Damit und ohne archäologische Untersuchungen wie Ausgrabungen oder mit nichtdestruktiven Methoden wie der Geophysik fällt es schwer, weitere Aussagen zur Burg zu treffen. Volkmar Geupel vermutet, dass Dorf und zugehöriger Herrensitz im Zuge des hochmittelalterlichen Landesausbaus um oder kurz nach 1200 angelegt worden waren und bereits vor der Mitte des 14. Jahrhunderts wüstfielen. Nach einer neueren Hypothese von Wolfgang Schwabenicky dürften solche kleinen Wasserburgen allesamt bzw. überwiegend erst in etwas jüngerer Zeit, d. h. um oder nach der Mitte des 13. Jahrhunderts, entstanden sein.